# 다랑어
다랑어 또는 참치(영어: tuna, tunny)는 고등어과 다랑어족에 속하는 물고기들을 일컫는 향명으로 바다의 닭고기라는 별명을 갖고 있다. 통조림이나 회, 냉동식품으로서 사람들에게 인기있는 물고기이다.
'참치'라는 명칭은 해방 후 해무청 어획 담당관이 당시 '참치'가 동해 연해안의 사투리라는 사실을 모르고 단어를 보고서에 기록함으로써 시작되었다.
몸길이 3m, 몸무게는 680kg이나 된다. 몸은 유선형으로 살이 쪘고, 머리는 원뿔모양이며, 꼬리자루는 가늘다. 몸빛깔은 등쪽이 청색을 띤 검은색이며 배쪽은 흰색이다. 몸 옆구리에는 연한 노란색 띠가 가로로 그어져 있다. 몸길이 30~60cm의 치어는 옆구리에서부터 배에 이르는 10~20줄의 가늘고 광택이 있는 옅은색의 가로띠가 있다.
외양성 어류로서 연안에서 16,000만km 수역을 회유할 때도 있다. 회유 구역이 넓고 연중 회유하며, 비교적 한랭한 해역에도 분포한다. 초여름에는 북으로 올라가고 늦가을에 다시 남하한다. 서식에 알맞은 수온은 북쪽에서는 14~18℃, 남쪽에서는 25~27℃이다. 먹이로는 멸치, 고등어, 오징어, 새우이다.
주로 여름철이 성수기다. Foodmarket Exchange에 따르면 2000년에는 한 해 동안 3,605킬로톤의 다랑어를 잡았다. 다랑어는 포획 즉시 제대로 냉동 처리를 하지 않으면 인체에 유해한 독소가 생성된다. 이 때문에 미국 공익과학센터(CSPI)가 미국 질병통제예방센터(CDC)의 자료를 토대로 열거한 가장 위험한 음식에서 3위를 차지하기도 하였다. 먹이로는 멸치 등의 작은 물고기가 있다.

## 종류
고등어과에 속하는 많은 물고기가 다랑어라 불린다.

### 다랑어속 다랑어
다랑어속(Thunnus)에는 8 종의 다랑어가 포함된다.
- 다랑어아속(Thunnus)
  - 남방참다랑어, Thunnus maccoyii (Castelnau, 1872).
  - 날개다랑어, Thunnus alalunga (Bonnaterre, 1788).
  - 눈다랑어, Thunnus obesus (Lowe, 1839).
  - 대서양참다랑어, Thunnus thynnus (Linnaeus, 1758).
  - 참다랑어, Thunnus orientalis (Temminck & Schlegel, 1844).
- 황다랑어아속(Neothunnus)
  - 황다랑어, Thunnus albacares (Bonnaterre, 1788).
  - 검정지느러미다랑어, Thunnus atlanticus (Lesson, 1831).
  - 백다랑어, Thunnus tonggol (Bleeker, 1851).

### 기타 다랑어
다랑어속 외에도 고등어과의 다른 물고기도 다랑어족에 속한다.
- 가다랑어, Katsuwonus pelamis.
- 점다랑어, Euthynnus affinis.

## 요리
- 참치탕 – 참치를 풋고추, 참기름, 간장, 파, 생강, 소금 등 양념에 재웠다가 볶은 다음 더운물을 부어 끓인 탕이다.[6]
- 참치 초밥
- 참치 회
- 참치찌개
- 참치김밥

### 참치캔
참치는 통조림 캔으로도 유통된다. 참치캔은 고온으로 익힌 참치를 통조림에 고염수와 식물성 기름을 넣어서 만들어진다. 참치캔은 한국에서는 주로 반찬을 만드는데 사용되는데, 참치찌개나 참치김밥, 참치마요 등이 캔참치를 활용한 요리이다.

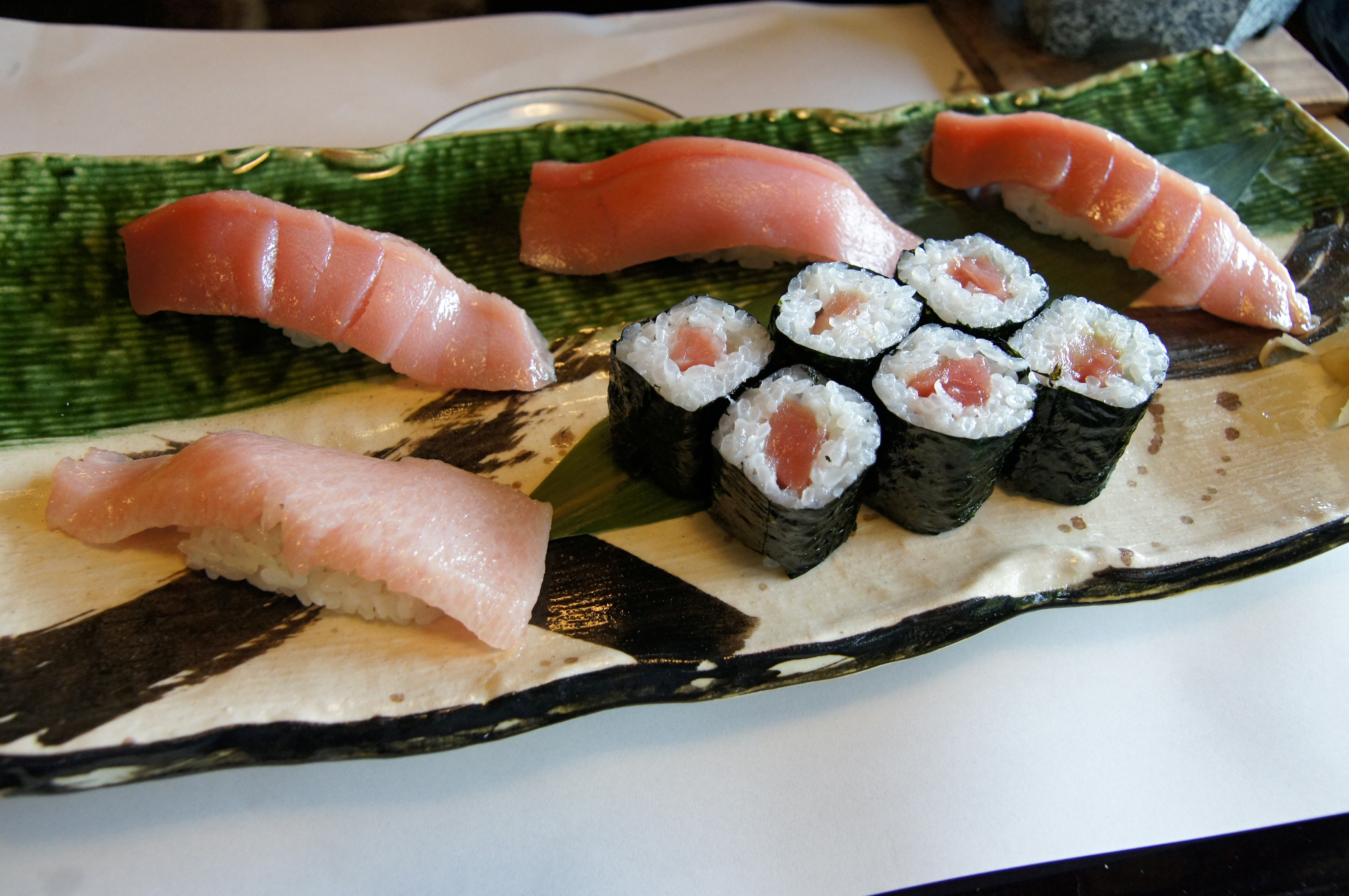
초밥
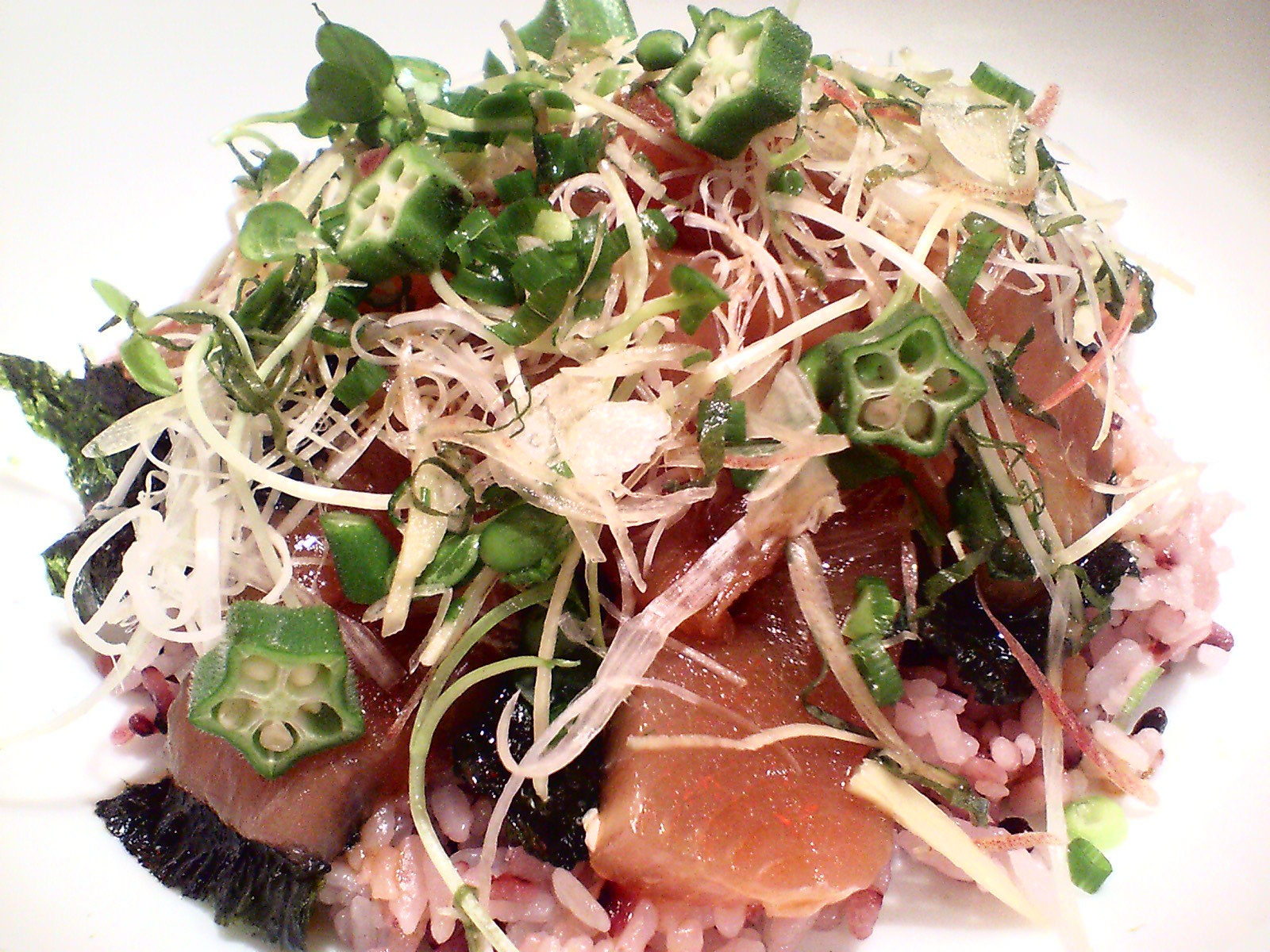
참치 샐러드
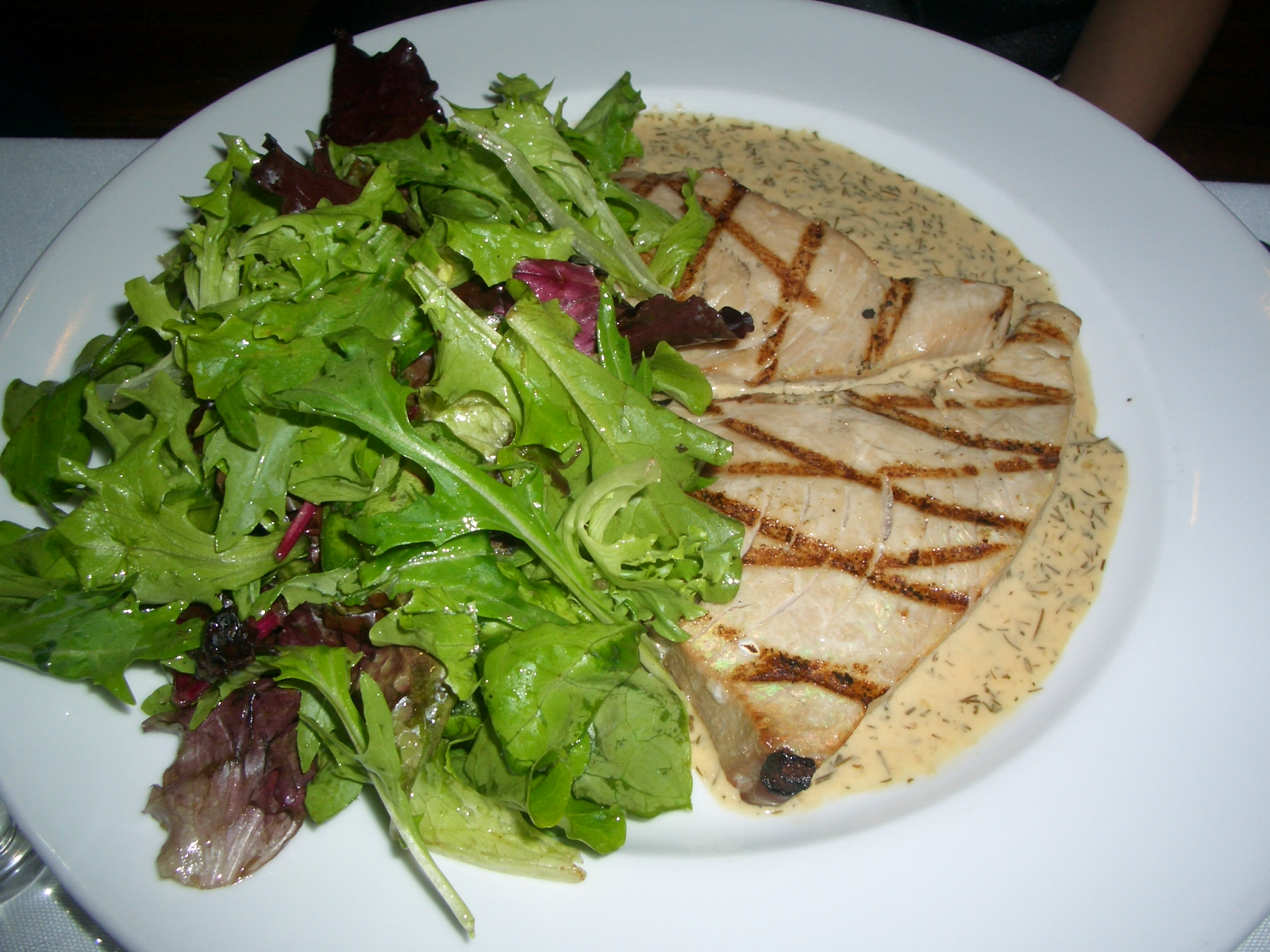
비스트로
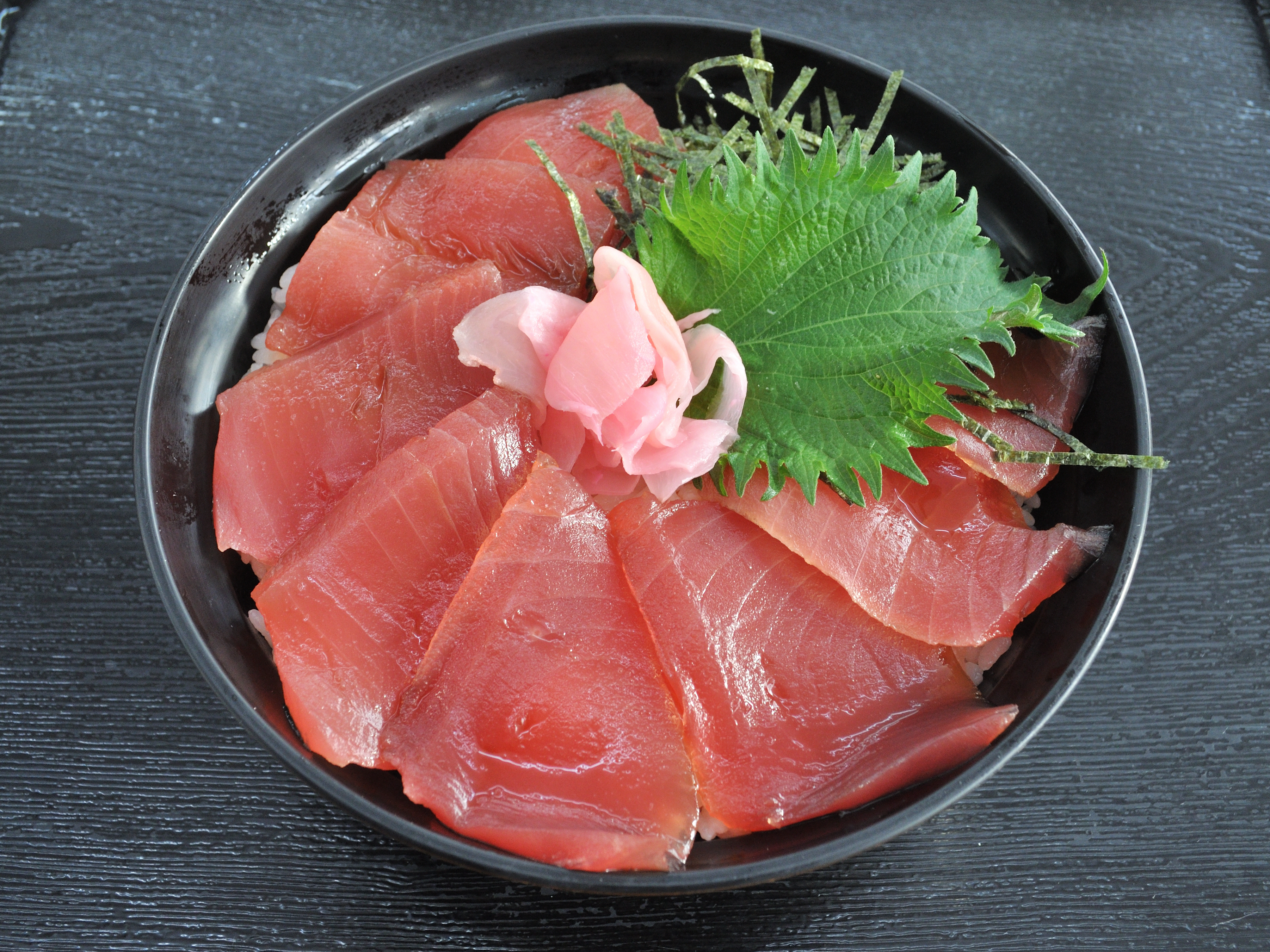
뎃카돈
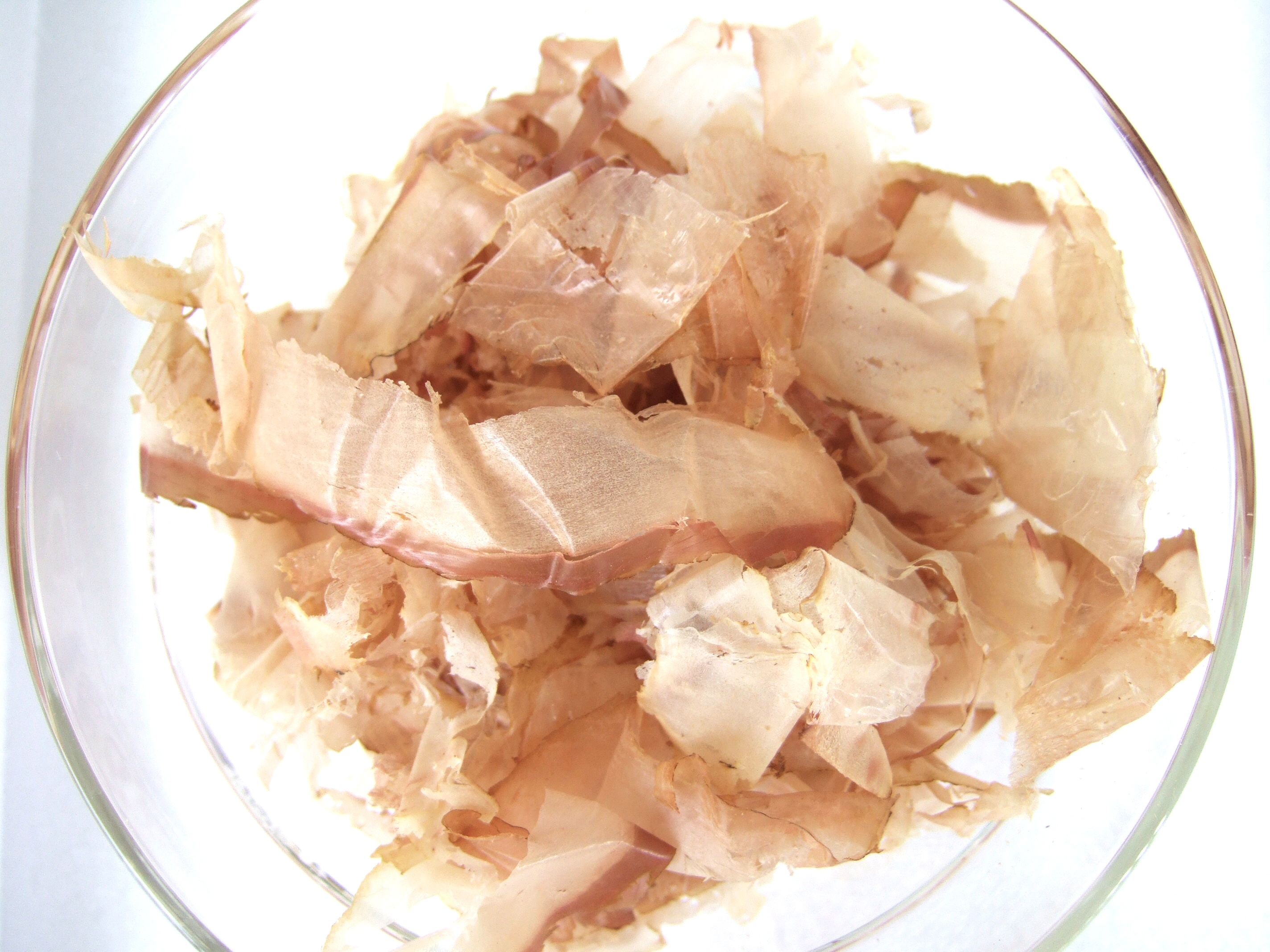
가쓰오부시
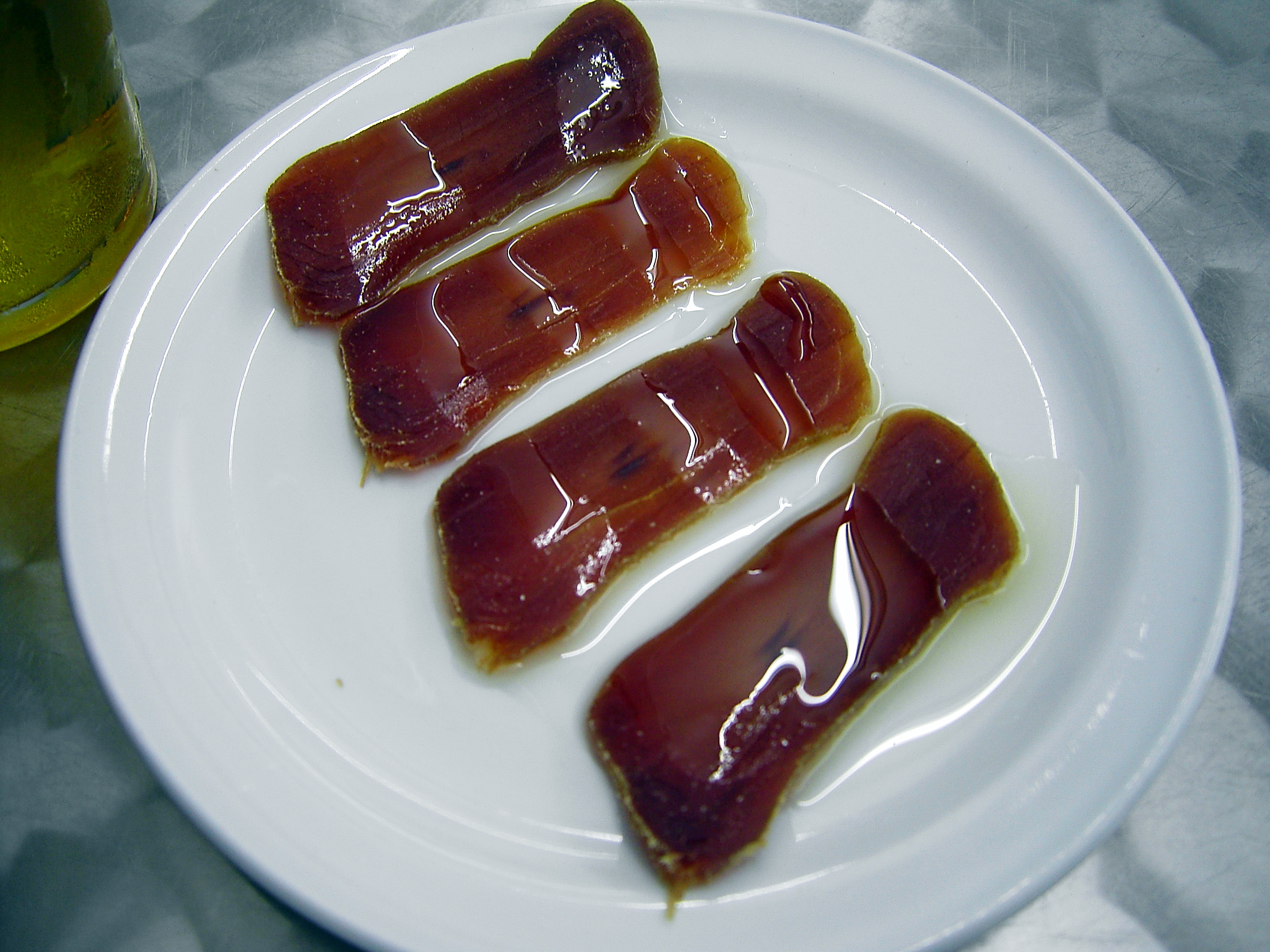
모하마

## 관련 국제기구
세계 5대 참치어업관리기구는 다음과 같다.
- 중서부태평양수산위원회
- 전미열대참치위원회
- 남방 참다랑어 보존 위원회
- 대서양참치보존위원회
- 인도양참치위원회

## 참고 문헌
- 이 문서에는 다음커뮤니케이션(현 카카오)에서 GFDL 또는 CC-SA 라이선스로 배포한 글로벌 세계대백과사전의 내용을 기초로 작성된 글이 포함되어 있습니다.